# 中国国鉄韶山1型電気機関車
韶山1型電気機関車（しょうざん1がたでんききかんしゃ）は中華人民共和国鉄道部（中国国鉄）で使用されていた交流用電気機関車の型式。中国初の国産電気機関車であり、客貨ともに多く利用された。名称は毛沢東の生地（韶山市）から採っている。

## 概要
韶山1型は初期には6Y1型とよばれ、6軸駆動、イグナイトロン整流の代表形式である。

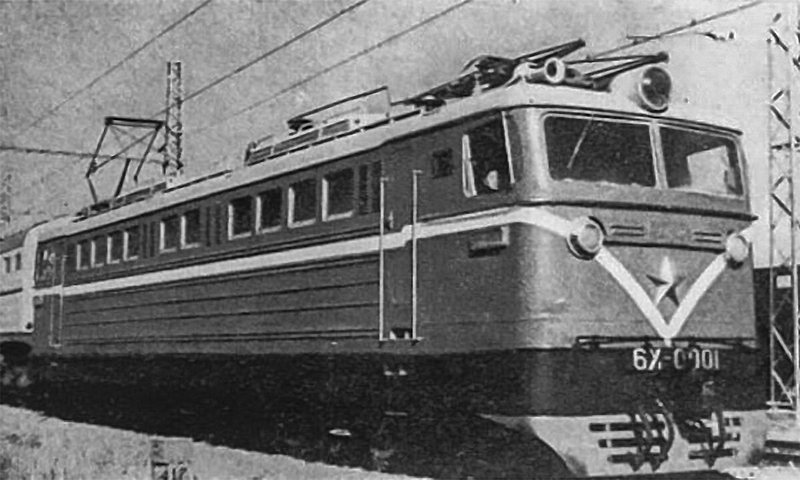
試験中の6Y1形機関車0001号機

1957年、ソ連建国40周年記念式典に出席した毛沢東は、50人の技術者を連れて行き、「ソ連と協力して中国の鉄道の電化を図りたい」と申し入れた。その後中国は第一機械工業部、鉄道部および高等教育機関の関連技術の専門家で電気機関車視察団を組織し、1958年初頭にソ連へ視察へ赴いた。中国はソ連の技術協力の下、単相交流25kV電圧方式を選択、併せて当時世界で最高水準にあったソ連製のН6О型電気機関車の設計を参考にし電気機関車の研究を開始、設計過程でН6О型電気機関車を中国の国情に合わせて大幅改修を行なった。
同年11月18日に田心機車廠（株洲電力機車廠の前身）にて車体、台車等機械部分を製作、その後湘潭電機廠に送られ最終組立てが行なわれた。同年12月28日、6Y1型電気機関車の初号機が湘潭電機廠を出場、番号は001、韶山号と命名された（当時製作会社の所在地である湖南省湘潭と株洲は毛沢東の故郷である韶山からそう遠くないため、こう名付けられた）。6Y1型は低圧タップ制御、出力は3900kw、最大速度が100km/hであった。1962年より、株洲廠は5両の6Y1型を製作、番号002から006である。6Y1型機関車は、1959年より中国初の電化路線 - 宝成線の宝鶏 - 鳳洲間で運用を開始した。しかしイグナイトロン、駆動用電動機、タップ制御器等の信頼性に問題があり、6Y1型は量産には到らなかった。
株洲廠は6Y1型の改良を進め、1965年生産の004号機以後はイグナイトロン整流器から大容量シリコン整流器を採用しイグナイトロン整流器の逆弧、タップ制御器の焼損と電動機の発火という三大故障原因を克服した。フランス製の6Y2型電気機関車の技術を参考にした上で、1967年に7台目の6Y1型を製作、番号は007、カーボン製スライダーのZ型パンタグラフ、ZQ650-1型駆動用電動機と発電ブレーキを採用し、多くの初期トラブルを解決し、併せて国家技術鑑定が正式に交付された。
1968年、6Y1型は大規模改修が行なわれ、整流装置、駆動用電動機と発電制動の総合的な改修となり、1時間定格出力は4,200kW、持続出力3,780kW、発電制動効率は2,800kWに向上、最大速度90km/h、車軸配置はCo-Coである。同年4月27日、鉄道部軍管会の決定を経て、008号車より6Y1型電気機関車を韶山1型、形式番号はSS1に変更、1969年から量産が開始された。

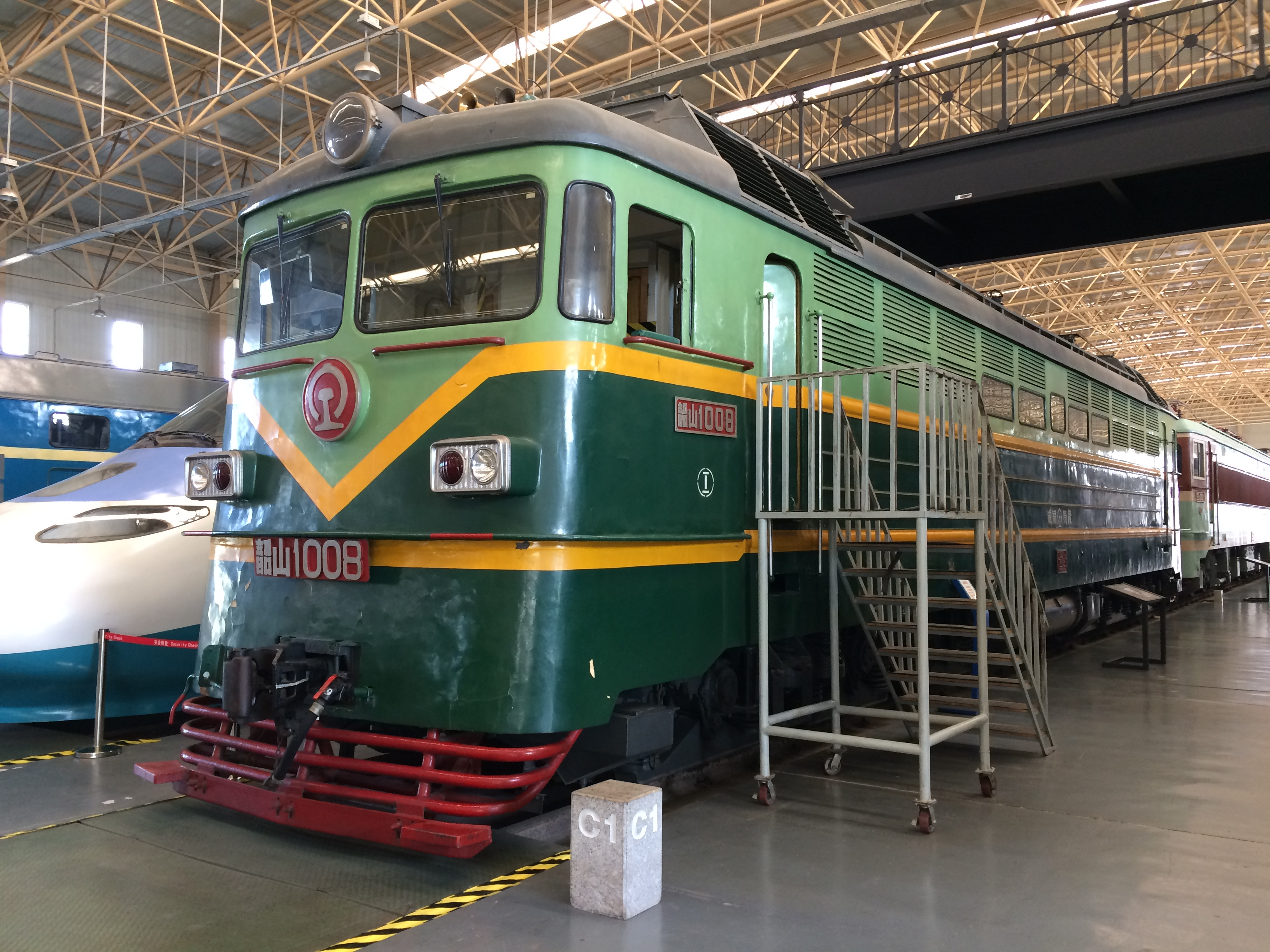
韶山1型電気機関車（韶山1型008号）

製造期間中に3度ほど技術的変更が行われており、1980年製造の韶山1型221号機を基本型として量産を開始。韶山1型電気機関車は1988年に製造を終了、計826台（7台の6Y1型を含む）を生産した。改修内容は以下のとおり。
- 第一次 : SS1008 - 1060　発電ブレーキの抵抗圧と4極モーターの搭載。
- 第二次 : SS1061 - 1130　1971年製造分より変圧器の大容量化。
- 第三次 : SS1131以降　　1976年製造分より整流器をシングルとし、ポンピング回路を採用。

## 登場作品
韓国で製作されたアニメーション「チビ列車ティティポ」ではこの車両をモデルにしたキャラクター（現時点で名前は不明）が数台登場している。

## 参考資料
1. ↑  『中華人民共和国鉄路機車概要』、鉄道部運輸局装備部